# José Camarón y Meliá
José Camarón y Meliá – hiszpański malarz, zajmował się również grawerstwem.
Pochodził z rodziny o artystycznych tradycjach. Jego dziadek Nicolás Camarón Lloro był rzeźbiarzem, ojciec José Camarón Boronat i brat Manuel Camarón y Meliá byli malarzami.
Studiował na Królewskiej Akademii Sztuk Pięknych San Carlos w Walencji, gdzie później został profesorem. Otrzymał stypendium na studia w Rzymie, a po powrocie do kraju został mianowany nadwornym malarzem oraz dyrektorem malarstwa w Królewskiej Fabryce Porcelany. Był dyrektorem honorowym Królewskiej Akademii Sztuk Pięknych św. Ferdynanda w Madrycie.

## Dzieła w zbiorach muzeumPrado
- Paseo del Prado con personajes junto a una vendedora ambulante, olej na płótnie, 280 x 180 cm.
- Vendedora ambulante y varias figuras a la orilla de un río, olej na płótnie, 280 x 180 cm.
- Dos mujeres y un niño, olej na płótnie, 168 x 160 cm.
- Descanso en la Huida a Egipto, 285 x 217 mm.